# ماستارا (آراغاتسوتن)
مدينة ماستارا (بالإنجليزية: Mastara)‏ هي إحدى المدن التابعة لمقاطعة آراغاتسوتن في أرمينيا. يقدر عدد سكانها بـ 2326 نسمة حسب الإحصاء الذي جرى عام 2011.

## معرض صور

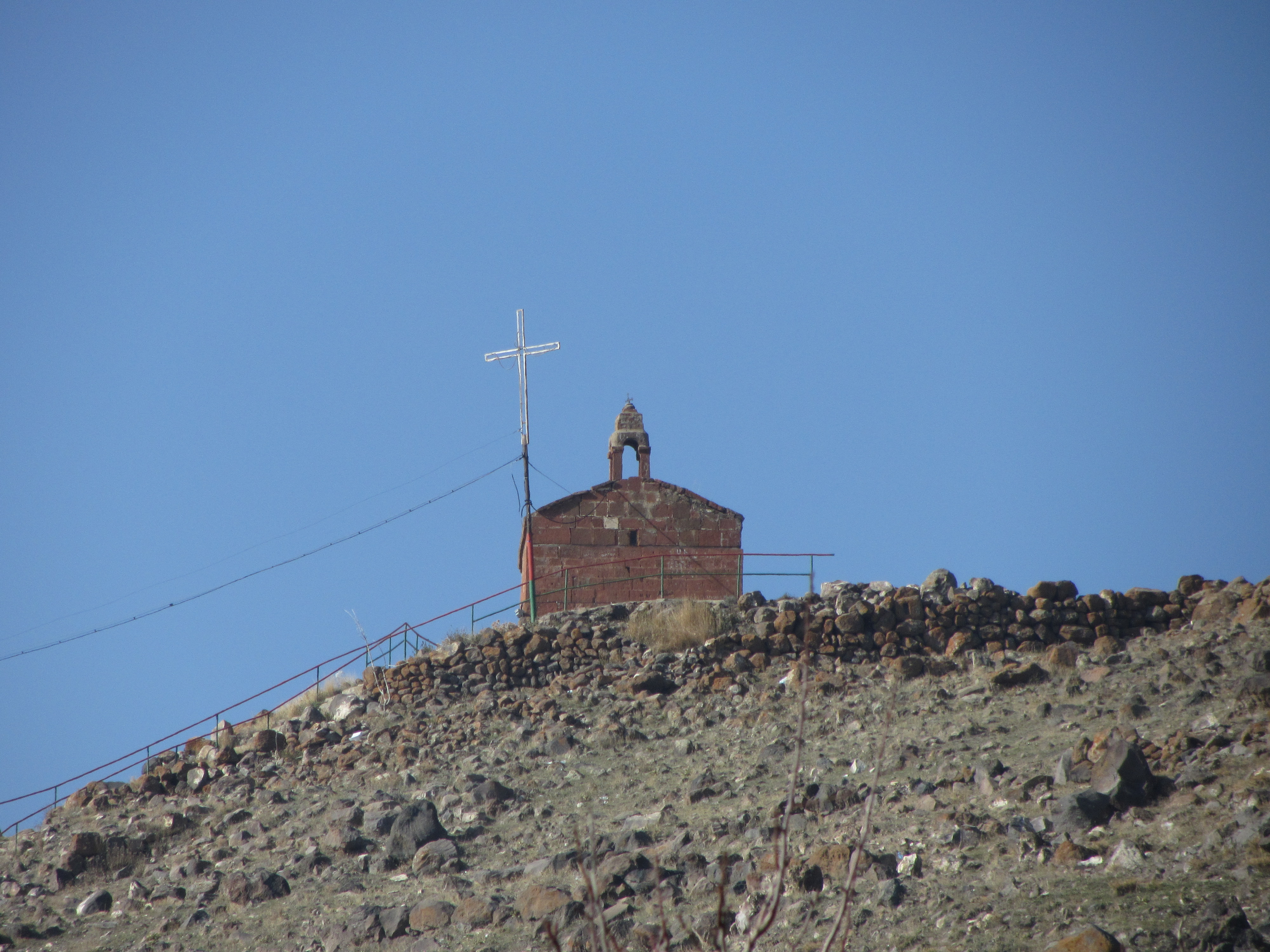
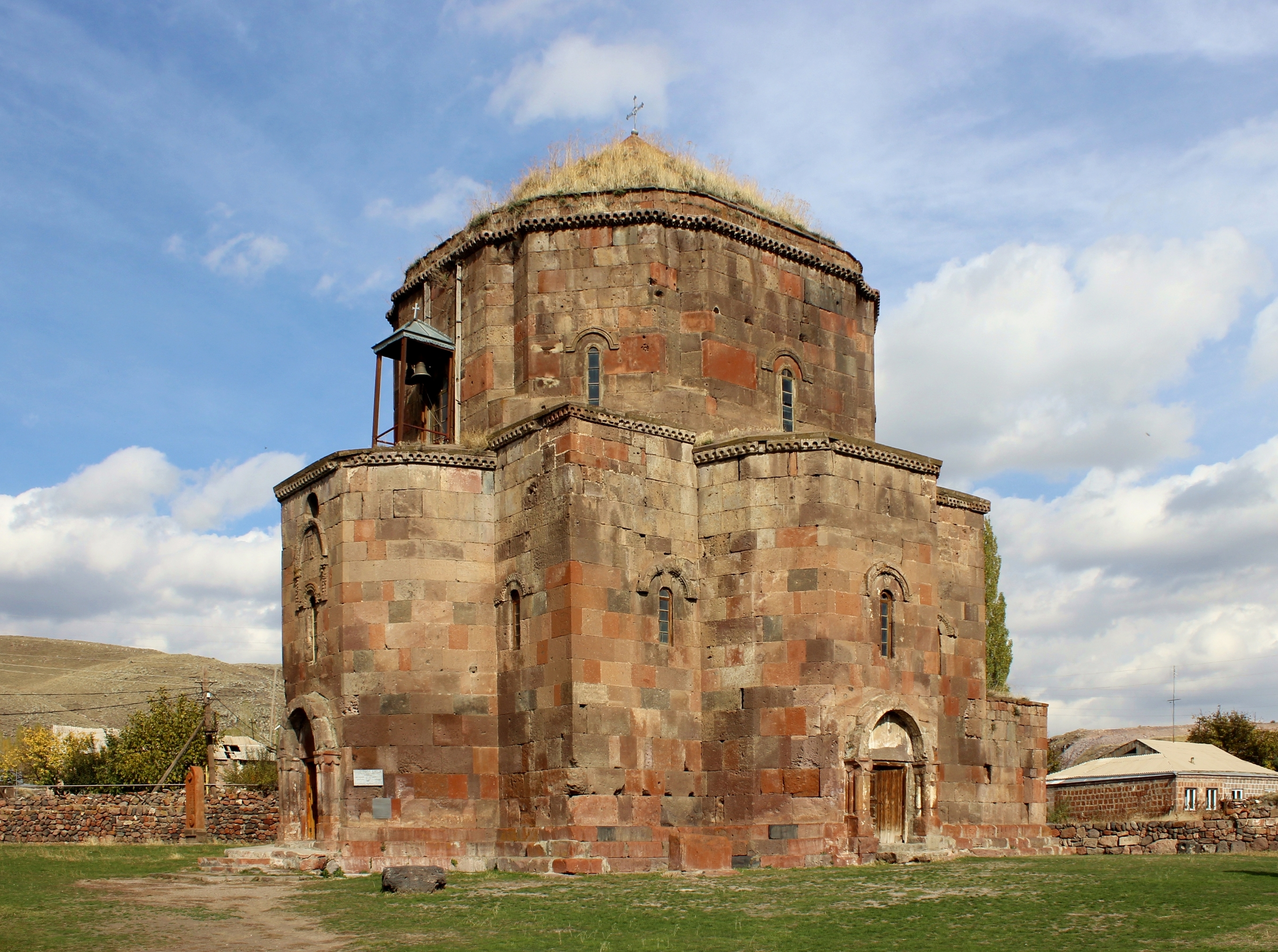
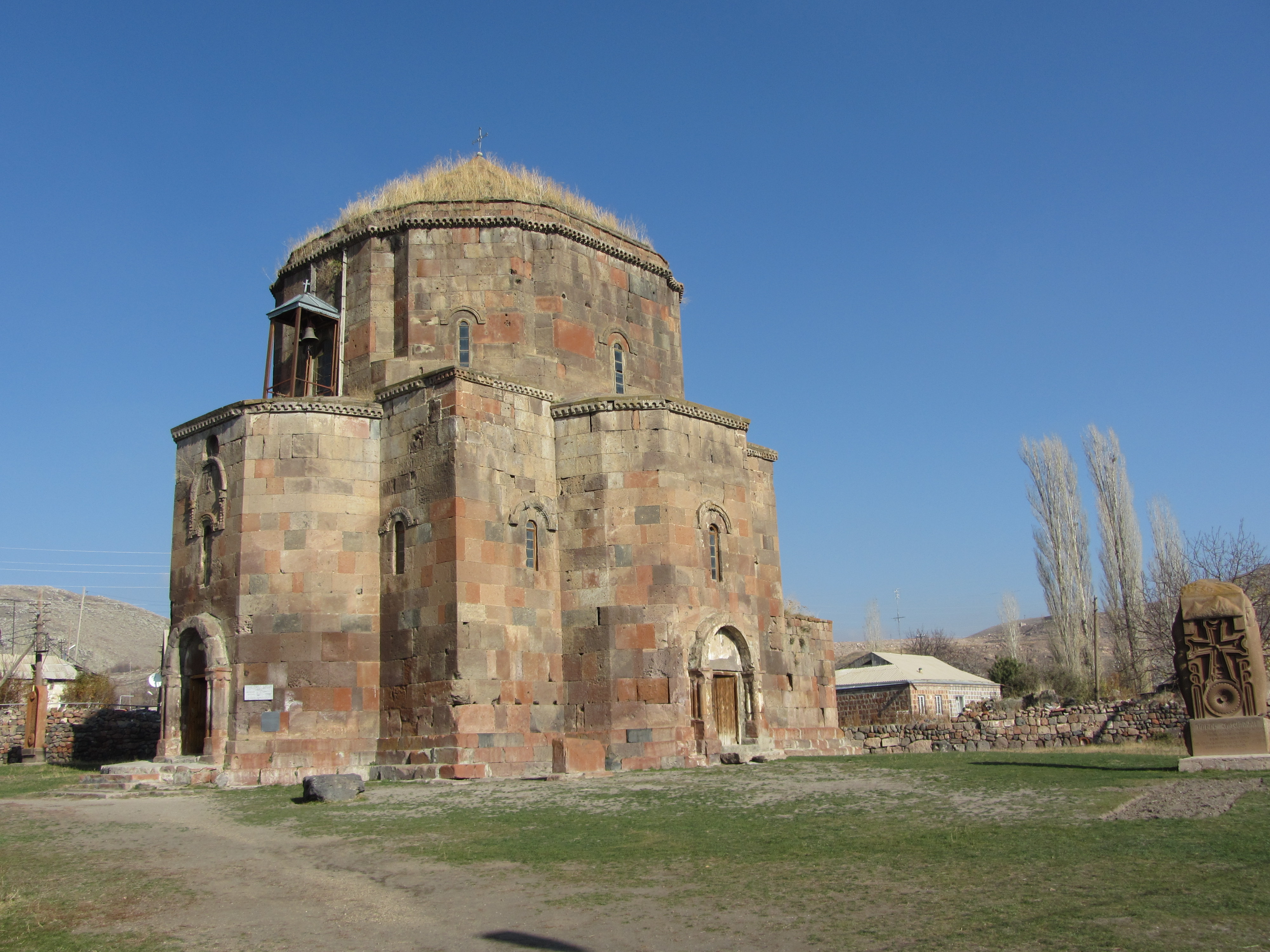